# 511
511 (DXI) je bilo navadno leto, ki se je po julijanskem koledarju začelo na soboto.

## Dogodki
- 1. januar

## Smrti
- 27. november - Klodvik I., kralj Frankov (* 466)